# Ворленд
Ворленд (англ. Worland) — місто (англ. city) в США, в окрузі Вошейкі штату Вайомінг. Населення — 4773 особи (2020).

## Географія
Ворленд розташований за координатами 44°1′13″ пн. ш. 107°57′42″ зх. д. / 44.02028° пн. ш. 107.96167° зх. д. (44.020402, -107.961653).  За даними Бюро перепису населення США в 2010 році місто мало площу 12,02 км², з яких 11,81 км² — суходіл та 0,21 км² — водойми.

### Клімат
| Клімат : Ворленд                      | Клімат : Ворленд | Клімат : Ворленд | Клімат : Ворленд | Клімат : Ворленд | Клімат : Ворленд | Клімат : Ворленд | Клімат : Ворленд | Клімат : Ворленд | Клімат : Ворленд | Клімат : Ворленд | Клімат : Ворленд | Клімат : Ворленд | Клімат : Ворленд |
| Показник                              | Січ.             | Лют.             | Бер.             | Квіт.            | Трав.            | Черв.            | Лип.             | Серп.            | Вер.             | Жовт.            | Лист.            | Груд.            | Рік              |
| Абсолютний максимум, °C               | 16,7             | 21,1             | 27,2             | 31,1             | 36,7             | 41,7             | 41,1             | 41,1             | 37,8             | 32,8             | 25,0             | 19,4             | 41,7             |
| Середній максимум, °C                 | −0,8             | 3,0              | 10,3             | 15,6             | 21,1             | 26,8             | 31,7             | 30,8             | 23,6             | 15,7             | 6,8              | −0,8             | 15,4             |
| Середній мінімум, °C                  | −15,8            | −12,1            | −5,3             | −0,4             | 4,9              | 9,5              | 12,8             | 11,6             | 5,9              | −0,7             | −8,3             | −15,3            | −1               |
| Абсолютний мінімум, °C                | −38,9            | −38,3            | −33,3            | −15,6            | −6,7             | 0,0              | 2,8              | 1,1              | −9,4             | −19,4            | −32,2            | −45,6            | −45,6            |
| Норма опадів, мм                      | 6                | 5                | 11               | 22               | 36               | 29               | 18               | 11               | 22               | 18               | 9                | 6                | 193              |
| Днів з опадами                        | 3,7              | 3,4              | 4,8              | 6,2              | 8,6              | 7,7              | 5,7              | 4,8              | 5,6              | 5,1              | 4,4              | 3,9              | 64,0             |
| Днів зі снігом                        | 4,0              | 3,0              | 3,1              | 1,3              | ,4               | 0                | 0                | 0                | ,5               | 1,2              | 3,1              | 4,5              | 21,4             |
| ------------------------------------- | ---------------- | ---------------- | ---------------- | ---------------- | ---------------- | ---------------- | ---------------- | ---------------- | ---------------- | ---------------- | ---------------- | ---------------- | ---------------- |
| Джерело: NOAA (extremes 1960–present) |                  |                  |                  |                  |                  |                  |                  |                  |                  |                  |                  |                  |                  |

## Демографія
Згідно з переписом 2010 року, у місті мешкало 5487 осіб у 2310 домогосподарствах у складі 1479 родин. Густота населення становила 456 осіб/км².  Було 2473 помешкання (206/км²).
Расовий склад населення:
| - 89,9 % — білих - 1,3 % — корінних американців - 0,6 % — азіатів - 0,3 % — чорних або афроамериканців - 5,3 % — осіб інших рас |

До двох чи більше рас належало 2,6 %. Частка іспаномовних становила 16,6 % від усіх жителів.
За віковим діапазоном населення розподілялося таким чином: 25,2 % — особи молодші 18 років, 57,0 % — особи у віці 18—64 років, 17,8 % — особи у віці 65 років та старші. Медіана віку мешканця становила 39,8 року. На 100 осіб жіночої статі у місті припадало 94,1 чоловіків;  на 100 жінок у віці від 18 років та старших — 92,7 чоловіків також старших 18 років.
Середній дохід на одне домашнє господарство  становив 58 845 доларів США (медіана — 41 523), а середній дохід на одну сім'ю — 79 918 доларів (медіана — 65 432). Медіана доходів становила 47 329 доларів для чоловіків та 33 174 долари для жінок. За межею бідності перебувало 15,3 % осіб, у тому числі 18,3 % дітей у віці до 18 років та 6,9 % осіб у віці 65 років та старших.
Цивільне працевлаштоване населення становило 2458 осіб. Основні галузі зайнятості: освіта, охорона здоров'я та соціальна допомога — 25,2 %, роздрібна торгівля — 10,4 %, виробництво — 9,5 %, сільське господарство, лісництво, риболовля — 9,3 %.
За даними перепису 2000 року,
на території муніципалітету мешкало 5250 людей, було 2130 садиб та 1439 сімей.
Густота населення становила 492,0 осіб/км². Було 2334 житлових будинків.
З 2130 садиб у 32,4% проживали діти до 18 років, подружніх пар, що мешкали разом, було 55,8%,
садиб, у яких господиня не мала чоловіка — 9,2%, садиб без сім'ї — 32,4%.
Власники 29,2% садиб мали вік, що перевищував 65 років, а в 13,8% садиб принаймні одна людина була старшою за 65 років.
Кількість людей у середньому на садибу становила 2,41, а в середньому на родину 3,00.
Середній річний дохід на садибу становив 31 447 доларів США, а на родину — 42 453 доларів США.
Чоловіки мали дохід 31 411 доларів, жінки — 20 777 доларів.
Дохід на душу населення був 17 208 доларів.
Приблизно 9,7% родин та 15,4% населення жили за межею бідності.
Серед них осіб до 18 років було 22,4%, і понад 65 років — 15,6%.
Середній вік населення становив 39 років.